# Norte Grande (Azoren)
Norte Grande of Neves is een plaats (freguesia) in de Portugese gemeente Velas en telt 688 inwoners (2001). De plaats ligt op het eiland São Jorge.